# CIS-EMO
CIS-EMO (por sus siglas en inglés: Commonwealth of the Independent States - Election Monitoring Organization, 'Organización de Observación Electoral de la Comunidad de Estados Independientes') es una organización no gubernamental internacional fundada por la Comunidad de Estados Independientes. Lleva a cabo misiones de la observación electoral, especialmente en Rusia y en las antiguas repúblicas soviéticas. Fue fundada en 2003 por el activista de extrema derecha Alekséi Kochetkov en Nizhni Nóvgorod (Rusia). Sus informes suelen ser favorables, entrando en contradicción a menudo con los de los organismos occidentales, como las misiones de la OSCE, que denuncian la existencia de fraude electoral. El politólogo Alexander Cooley ha denominado grupos «zombís» de supervisión electoral a este tipo de organizaciones cuya misión es legitimar elecciones fraudulentas.
Sergei Guriev y Daniel Treisman han puesto diversos ejemplos que demostrarían la falta de imparcialidad del CIS-EMO como en el caso de las elecciones presidenciales ucranianas de 2004 en las que «uno de los "observadores" del grupo intervino en mítines a favor del candidato preferido por el Kremlin». Por otro lado, «el grupo de Kochetkov consiguió convencer a varios peces gordos de la política europea para que particiapran en sus misiones, entre ellos ex primeros ministros de Polonia y Eslovaquia y miembros del Parlamento Europeo de Italia, Polonia, Letonia, Francia y Alemania. Esto dio a sus declaraciones una credibilidad ante las audiencias nacionales que un equipo exclusivamente ruso no habría tenido», han señalado también Guriev y Treisman.